# Melanotaenium urochloae
Melanotaenium urochloae är en svampart som beskrevs av M.S. Patil 1992. Melanotaenium urochloae ingår i släktet Melanotaenium och familjen Melanotaeniaceae.   Inga underarter finns listade i Catalogue of Life.